# 张邦鑫
张邦鑫（1980年7月18日—）是中国一位企業家，他是好未来的联合创始人兼董事长。

## 生平
张邦鑫生于农村，曾在四川大学读本科。2003年，北京大学硕士研究生张邦鑫在学校旁边租了一个12平方米的办公室，和同学搞起了数学培训。 同年张邦鑫創辦了奥数网，又與北大的研究生同学創辦了学而思。